# Vincencij Beznik
Vincencij (Vinko) Beznik, slovenski policist, * 15. julij 1956, Lokve nad Novo Gorico, † 1. november 2022.

## Odlikovanja in nagrade
Leta 1993 je prejel srebrni častni znak svobode Republike Slovenije z naslednjo utemeljitvijo: »za izjemne zasluge pri obrambi svobode in uveljavljanju suverenosti Republike Slovenije«.